# 定昭
定昭（一作定照；906年—983年5月6日），日本平安時代真言宗僧人，父親是左大臣藤原師尹。
他先是從興福寺忍斅學法相宗，後任大覺寺別當受寬空灌頂。康保3年（966年）任櫂律師，天元2年（979年）昇任大僧都，歴任東寺長者，興福寺別當，金剛峯寺座主，並創建興福寺一乘院，晩年專門誦讀法華經。